# Imri Ziv
Imri Ziv (hebr. אימרי זיו; Hod Hašaron, 12. septembar 1991) je izraelski pevač pop muzike. Ziv će predstavljati Izrael na izboru za Pesmu Evrovizije 2017.

## Biografija
Ziv je nastupao kao prateći vokal na takmičenjima za Pesmu Evrovizije 2015. i 2016. Učestvovao je u četvrtoj sezoni izraelskog nacionalnog finala Hakohav haba (הַכּוֹכָב הַבָּא) i pobedio sa pesmom Halo.